# قرمز خليفة سفلي
قرمز خليفة سفلي هي قرية في مقاطعة مياندوآب، إيران. يقدر عدد سكانها بـ 575 نسمة بحسب إحصاء 2016.